# Bougainvillia dimorpha
Bougainvillia dimorpha is een hydroïdpoliep uit de familie Bougainvilliidae. De poliep komt uit het geslacht Bougainvillia. Bougainvillia dimorpha werd in 1996 voor het eerst wetenschappelijk beschreven door Schuchert. 